# Szálasi-kormány
A Szálasi-kormány (vagy önelnevezése szerint a Nemzeti Összefogás Kormánya) volt Magyarország egyetlen hungarista kormánya, mely német segítséggel, puccs révén került hatalomra 1944. október 16-án. Kezdeti központja Budapest volt, ám 1944 decemberében a Dunántúlra helyezte át székhelyét. Hivatalosan 1945. március 28-án oszlatták fel, tagjai március 29-én hagyták el Magyarország területét.

## Története

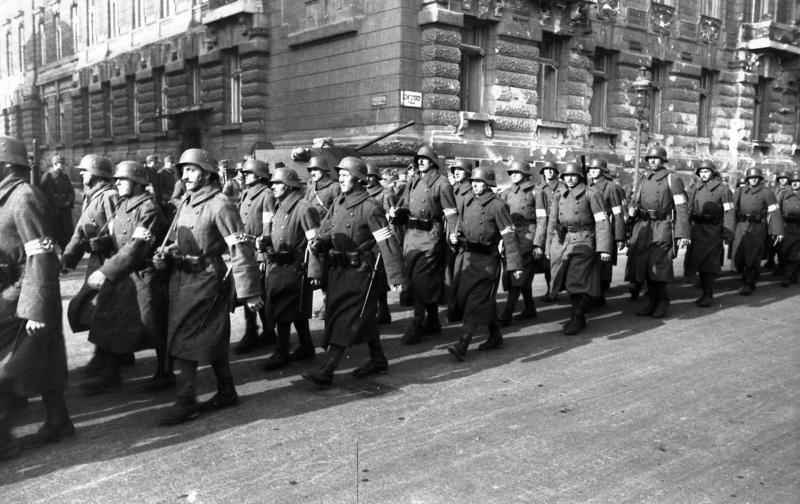
Felfegyverzett nyilas pártszolgálatosok Budapesten 1944 októberében

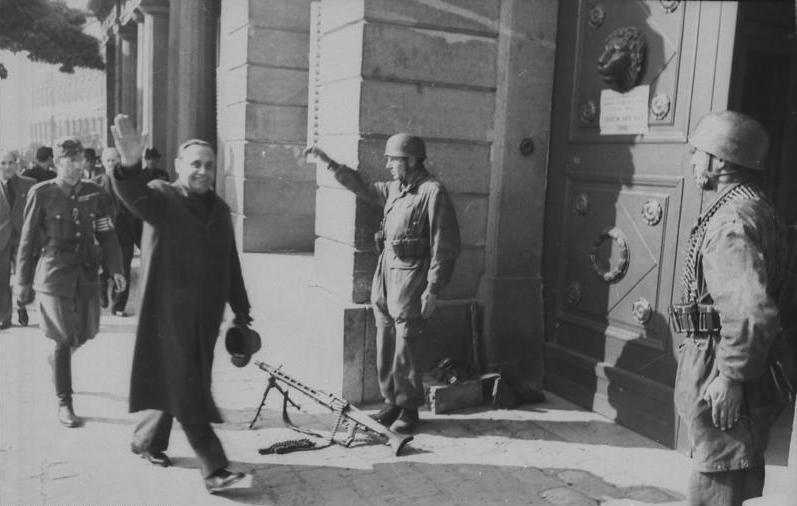
Szálasi már miniszterelnökként a Sándor-palotába látogat

Horthy Miklós kormányzó 1944. október 15-ei sikertelen kiugrási kísérlete után nyílt lehetőség a nyilasok számára a hatalom megszerzésére. A helyzetben csak a beavatott hungaristák tudták mit kell tenniük, a többiek semmilyen utasítást nem kaptak. Vidéken tartózkodott többek között Csia Sándor és Beregfy Károly, Szöllősi Jenő pedig Horthy rádióbeszéde után indult a Dunántúlra, egy esetleges letartóztatástól félve. A németek által felfegyverzett nyilas pártszolgálatosok eközben megszállták Budapest stratégiai pontjait, és belső embereik segítségével oldalukra állították a karhatalmat is. Este olvasták be Szálasi Ferenc hadparancsát az elfoglalt rádióban, amiben bejelentette a hatalom átvételét. Még aznap délben megpróbálta felkeresni Horthyt a kinevezése ügyében, de a kormányzó kétszer is kidobatta. Végül a fia életével zsarolták meg, aminek hatására október 16-án lemondott és Szálasit nevezte ki kormányfővé.
Szálasi megalakította a Nemzeti Összefogás Kormányát, amiben hét tárcát kapott a Nyilaskeresztes Párt, hármat a Magyar Élet Pártja, egyet-egyet a Nemzeti Szocialista Párt és a Magyar Megújulás Párt, két miniszteri tisztet pedig tábornokok töltöttek be. A államfői tiszt megüresedésekor összehívandó Országtanács előtt letette esküjét, és ideiglenes államfői testület alakult Kormányzótanács néven. Ebben Beregfy képviselte a hadsereget, Csia a pártot, Rajniss Ferenc a szövetséges koalíciós pártokat. A kormány első ülésére október 17-én került sor, itt elfogadták az 1945. január 1-ig elvégzendő feladatokat tartalmazó Országépítési terv-et, többek között közigazgatási reformról, az ország teljes hadba állításáról stb. Az Országtanács október 27-én elfogadta a kormányzói és a kormányfői jogkör egyesítést. Az ezután összehívott országgyűlésen a 372 tag közül csupán 55-en jelentek meg és november 3-án megszavazták Szálasinak a teljhatalmat és a nemzetvezető címet. November 16-án a Nyilaskeresztes Párt egyesült a koalíciós partnereivel, így ténylegesen egypártrendszer jött létre, amiben a hatalom Szálasinál koncentrálódott.
A Szálasi-kormányhoz fűződik a vidéki magyar zsidóság addig nem deportált töredékének továbbá a budapesti zsidók egy jelentős részének elhurcolása, illetve egy részük meggyilkolása is. Szálasi a magyar államot teljesen alárendelte a német érdekeknek, Magyarország javait, terményeit, iparát, hadseregét és katonáit önként kiszolgáltatta illetve átadta a Harmadik Birodalom számára.
A kormány 1945. március 29-én a Német Birodalom területére menekült, ahol tagjai mind fogságba estek. A háború végeztével az Ausztriában öngyilkosságot elkövető Jurcsek Béla és a megszökött és később a nyugati nyilas emigrációt vezető Henney Árpád kivételével a kormány minden tagját Magyarországra szállították és népbíróság elé állították. Hellebronth Vilmost és Szakváry Emilt életfogytig tartó kényszermunkára, míg a többieket kötél általi halálra ítélték.

## Intézkedései

Magyarország 1945. január 1-jével bevezetett hungarista címere

Szálasi november 7-én kormányrendeletben tette közzé kormányprogramját, amely a „Dolgozó Nemzet Hivatásrendje” nevet kapta, és amelyben egy korporativista államot vázolt fel. Ebben a korábbi érdekvédelmi szervezeteket (pl. szakszervezetek) betiltották és helyette 14 rendre osztották az ország népét (pl. parasztok, munkások, katonák) és Szálasi önmagát bízta meg a munkások rendjének vezetésével.
A párt és az állam között nagymértékű összefonódás jött létre, amelyben a Nyilaskeresztes Párté volt a főszerep. A Szálasi-kormány mellett egy árnyékkormány is felállításra került, amely a nemzetvezetői munkatörzs nevet kapta. Az államhatalom és a párt esetleges viszálya esetén Szálasi úgy nyilatkozott: „Én mindig a pártnak fogok igazat adni.” A nyilas pártszervezetek sok állami funkciót vettek át és a párt kizárólagosságát belügyminiszteri rendelet biztosította, amely betiltotta még a szövetséges szélsőjobboldali pártok működését is. Az épphogy működőképes csonka-parlament mellett megszervezték a Törvényhozók Nemzeti Szövetségét, amelybe a szélsőjobboldali pártok és a Volksbund képviselői kerültek be. A polgári törvényhozás felsőházának mintájára pedig megalakult a Felsőházi Tagok Nemzeti Szövetsége is. A nemzetvezetői munkatörzs analógiájára ezek egyfajta árnyékparlamentként működtek.
A polgári közigazgatást teljesen alárendelték a katonainak, a főispánokat és a fontos állami intézmények vezetőit leváltották és saját embereiket állították a helyükre, amit Gál Csaba felügyelt. Először a helyi és országos vezetőket, majd a főispáni kart cserélték le teljesen, utóbbit két lépcsőben: október 27-én a ténylegesen irányított országrészben, és december 8-án a szovjet megszállás alatt lévő területeken. Gál november 1-jén megkapta kinevezését a személyügyek országos kormánybiztosává, azzal a feladattal, hogy a hivatalok ellenőrzését végző pártmegbízottakat nevezzen ki. A közalkalmazottaknak esküt kellett tenniük a nemzetvezetőre. Megszüntették a feudális eredetű címek (főméltóságú, nagyságos stb.) használatát és eltörölte az „úr” megszólítást, ami helyett a hungarista „testvér” került bevezetésre. Amikor a közigazgatást kitelepítették Budapestről Nyugat-Magyarországra (Sopronba, Kőszegbe és Szombathelyre) a tisztviselőket rendelettel kötelezték a kormány követésére. Új állomáshelyükön „meghagyási eljárás”-on kellett átesniük, aminek során származásukat ellenőrizték. Mivel a kitelepítés után a közigazgatás tényleges mozgástere teljesen beszűkült, Szálasi jobb híján a győzelem utáni teendők kidolgozására utasította őket.
Október 30-án az ország egész területét hadműveleti területnek nyilvánították, aminek következtében az országban bárhol eljárhatott a Honvéd Vezérkar alá tartozó különleges katonai bíróság. Az ország totális harcba állításáért Kovarcz Emil felelt, aki csúcsminiszterként az összes kapcsolódó területet koordinálta. A termelőeszközöket nyugatra, gyakran Németországba telepítették, és elrendelték a veszélyeztetett lakosság kitelepítését. A kormány a honvédelem érdekében 12–70 éves korig teljes mozgósítást rendelt el: a 17 és 37 év közötti férfilakosság sorkötelessé vált, a náluk idősebbek és fiatalabbak pedig nemre való tekintet nélkül közérdekű munkaszolgálatot voltak kötelesek ellátni.
1945. január 1-jével új államcímer és állampecsét került bevezetésre, amin szerepelt a nyilaskereszt is. Új kitüntetéseket is alapítottak: a Nyilaskeresztes-rendet és a Hungarista Csillag-rendet.

## A zsidóság helyzete a Szálasi-kormány alatt

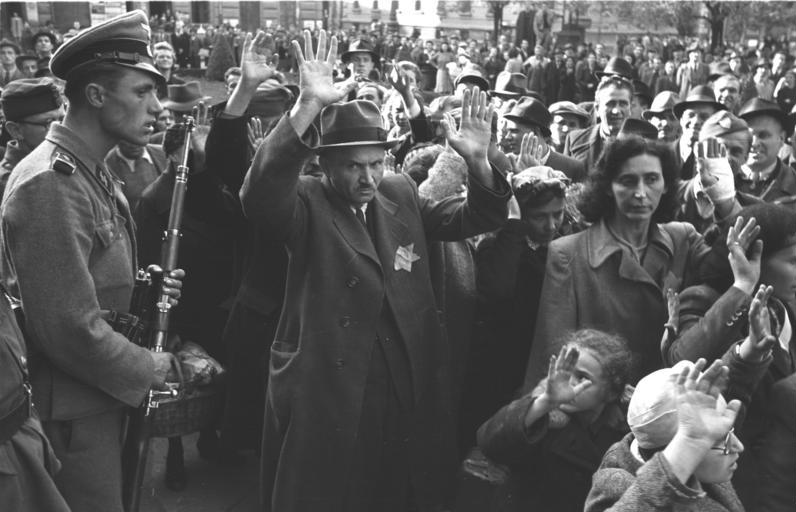
Német és magyar katonák által összegyűjtött zsidók Budapesten

A zsidók elleni atrocitások már a nyilas hatalomátvétel estéjén megkezdődtek. Vajna Gábor hungarista belügyminiszterhez elsőként ezek a panaszok érkeztek be, aki részletes jelentést adott át Szálasinak a pártszolgálatosok önkényeskedéseiről. Szálasi erre úgy felelt, hogy „megengedőnek” kell lenni a kérdésben a mozgalom ennyi évi elnyomása után. Ugyan Vajna közzétett egy felszólítást a zsidók ügyében történő önkéntes vagy önjelölt bíráskodás ellen, de ezt nem követte erélyes fellépés. A kormány október 17-én rendelkezett arról, hogy az addig a zsidótörvények alól mentesített 8000 ember számát csökkentsék tizedére, a többieket pedig vigyék a téglagyári gyűjtőtáborba.
Szálasi hatalomra kerülése után újraindult a zsidók Horthy által júliusban leállított deportálása, megkezdődött az addig nem érintett budapesti zsidóság Németországba szállítása, ezt azonban mintegy két hét után leállították a német nyomás ellenére is, így a budapesti zsidóság nagy része megmenekült a haláltáboroktól. A Szálasi-kormány a munkaszolgálatra rendelt zsidókra a háborús körülmények között nélkülözhetetlen ingyenmunkaerőként számított, még az ország háború utáni újjáépítésénél is, valamint a szovjet fogságba esett magyar honvédek kiváltásánál. A munkaerejükre azonban a németek is igényt tartottak, és Adolf Eichmann személyesen jött Magyarországra, hogy tárgyaljon az ügyben. Veesenmayer is sürgette az újabb deportálásokat, és figyelmeztette, hogy ahogy a hatalomba segítették, úgy el is távolíthatják Szálasit, és Dachauba deportálhatják. Végül azonban csak az győzte meg, hogy a zsidók a magyar hadseregnek szánt hadianyagot fogják előállítani. Így körülbelül ötvenezer munkaszolgálatost adott át a németeknek, akiket a Bécs környéki védelmi rendszer építésére vezényeltek, ahol mintegy felük meghalt a rossz ellátás és bánásmód miatt.
Mikor a magyar kormány értesült a „kölcsönadott” zsidók rossz tartásáról, Vajna belügyminiszter november 17-én jegyzéket küldött Heinrich Himmlernek, amiben azzal fenyegetőzött, hogy Magyarország nem küld több munkaszolgálatost, amíg nem garantálják a visszajuttatásukat a háborús helyzet elmúltával. Vajna decemberi berlini látogatásán arról érdeklődött Himmlernél, hogy igaz-e, miszerint a zsidókat elgázosítják, és ez mennyiben érinti a kölcsönadott munkaszolgálatosokat. Himmler tagadta a gázosítást, és közölte, hogy a munkaszolgálatosok finommechanikai munkákat végeznek.
A Szálasi-kormány alatt kényszerítették a budapesti zsidóságot gettókba, kialakították az úgynevezett nagy gettót és a nemzetközi gettót. Ezeket a rendőrség őrizte és próbálta védeni is. Bagossy Zoltán, Szálasi külügyminiszterének kabinetfőnöke rendőri különítményt is vezetett a gettóba időnként betörő, fosztogató és gyilkoló nyilasok elkergetésére. A folytonos zaklatáson kívül a gettókban élőknek sok szenvedést okozott a nélkülözés is, bár Budapest vezetése az ostrom alatti legnagyobb nélkülözések közepette is megpróbált gondoskodni az élelmezésükről. Szálasi engedélyezte a Raoul Wallenberg és más külföldi diplomaták által kiadott menlevelek használatát (összesen 35 000 darabot), annak ellenére, hogy tisztában volt vele, ezek nemzetközi jogi értelemben érvénytelenek. Svájci és svéd menlevéllel bírók esetén Szálasi még az országuk területére szállítást is vállalta volna, ám Veesenmayer nem járult hozzá az értékes szállítókapacitás pazarlásához.
A kormány december 11-én elhagyta a fővárost, amely körül karácsonykor bezárult az ostromgyűrű, viszont utasította az ott maradottakat, hogy a német csapatokkal együttműködve mindenáron és a legvégsőkig védjék a várost a szovjet csapatokkal szemben. Ennek következtében a következő két hónapban elszabadult a pokol, a kormánynak nem volt érdemi eszköze a városban maradt felfegyverzett nyilasok által a gettókba zárt zsidók ellen elkövetett vérengzés, rablás, fosztogatás megakadályozására. A Duna partján tartott kivégzések során mintegy 3-4 ezer zsidót öltek meg a városban maradt pártszolgálatosok. A kegyetlenkedések egyik emblematikus alakja a szintén nyilas Kun páter volt, aki embereivel legalább 1000 zsidót és zsidómentőt gyilkolt meg az utcákon és a Duna-parton, sőt kórházakban és védett házakban is. Őt akkor tartóztatták le és zárták 20 napra börtönbe, amikor néhány rendőrt elfogott és megvert.
Mikor Szálasi értesült a pártszolgálatosok viselkedéséről, és hogy az önkényeskedést felsőbb utasításra sem szüntetik be, kijelentette, hogy ha kell, „tízezer hungaristát személyesen fog felakasztatni” a rend megteremtéséhez. A kijelentést megint nem követte erélyes fellépés, csak huszonkét pártszolgálatos ügyében indult nyomozás. A Fegyveres Nemzetszolgálat tagjai által Budapesten elkövetett atrocitások hírére Szálasi 1945. január 17-én felfüggesztette annak működését, az 1944. augusztus 1. előtt is hungarista tagjait a pártszolgálathoz, a többieket hungarista szabadhadosztályokba kellett beosztani. Egy március 17-én kelt belügyminiszteri jelentés a toborzott személyek erkölcstelenségét, fegyelmezetlenségét és alantas viselkedését állapította meg, amit azzal magyarázott, hogy nem csak régi, megbízható hungaristákból állt a tagsága. Ugyanebben a hónapban nevezte ki Jancsuskó Gábor fiatal bácskai ügyvédet Gera József helyére a párt irányítójává, azzal a megbízással, hogy számolja fel a visszaéléseket, ám érdemi lépéseket már nem tudott tenni. Jancsuskó korábban is nyíltan beszélt ezekről, így Szálasi januári országjáró körútján őt bízta meg a panaszok összegyűjtésével.

## A kormány tagjai
| Név                                                                                                   | hivatal kezdete   | hivatal vége      | párt                      | megjegyzés                       |
| Miniszterelnök                                                                                        | Miniszterelnök    | Miniszterelnök    | Miniszterelnök            | Miniszterelnök                   |
| --- | ----------------- | ----------------- | ------------------------- | -------------------------------- |
| Szálasi Ferenc                                                                                        | 1944. október 15. | 1945. március 28. | Nyilaskeresztes Párt      |                                  |
| Miniszterelnök-helyettes                                                                              |                   |                   |                           |                                  |
| Szöllősi Jenő                                                                                         | 1944. október 15. | 1945. március 28. | Nyilaskeresztes Párt      |                                  |
| Belügyminiszter                                                                                       |                   |                   |                           |                                  |
| Vajna Gábor                                                                                           | 1944. október 15. | 1945. március 28. | Nyilaskeresztes Párt      |                                  |
| Külügyminiszter                                                                                       |                   |                   |                           |                                  |
| Kemény Gábor                                                                                          | 1944. október 15. | 1945. március 28. | Nyilaskeresztes Párt      |                                  |
| Pénzügyminiszter                                                                                      |                   |                   |                           |                                  |
| Reményi-Schneller Lajos                                                                               | 1944. október 15. | 1945. március 28. | pártonkívüli (az MMP-ből) |                                  |
| Igazságügy-miniszter                                                                                  |                   |                   |                           |                                  |
| Budinszky László                                                                                      | 1944. október 15. | 1945. március 28. | Nyilaskeresztes Párt      |                                  |
| Honvédelmi miniszter                                                                                  |                   |                   |                           |                                  |
| Beregfy Károly                                                                                        | 1944. október 15. | 1945. március 28. | pártonkívüli              |                                  |
| Vallás- és közoktatásügyi miniszter                                                                   |                   |                   |                           |                                  |
| Rajniss Ferenc                                                                                        | 1944. október 15. | 1945. március 7.  | Magyar Megújulás Pártja   |                                  |
| Szálasi Ferenc                                                                                        | 1945. március 7.  | 1945. március 28. | Nyilaskeresztes Párt      | miniszterelnökként, ideiglenesen |
| Földművelésügyi miniszter                                                                             |                   |                   |                           |                                  |
| Pálffy Fidél                                                                                          | 1944. október 15. | 1945. március 28. | Nyilaskeresztes Párt      |                                  |
| Kereskedelem- és közlekedésügyi miniszter                                                             |                   |                   |                           |                                  |
| Szász Lajos                                                                                           | 1944. október 15. | 1945. március 28. | pártonkívüli (az MMP-ből) |                                  |
| Iparügyi miniszter                                                                                    |                   |                   |                           |                                  |
| Szakváry Emil                                                                                         | 1944. október 15. | 1945. március 28. | pártonkívüli              |                                  |
| Közellátásügyi miniszter                                                                              |                   |                   |                           |                                  |
| Jurcsek Béla                                                                                          | 1944. október 15. | 1945. március 28. | pártonkívüli (?)          |                                  |
| Tárca nélküli (a nemzet totális mozgósításával és harcba állításával megbízott) miniszter             |                   |                   |                           |                                  |
| Kovarcz Emil                                                                                          | 1944. október 15. | 1945. március 28. | Nyilaskeresztes Párt      |                                  |
| Tárca nélküli (nemzetvédelmi és propaganda-) miniszter                                                |                   |                   |                           |                                  |
| Kassai-Schallmayer Ferenc                                                                             | 1944. október 15. | 1945. március 28. | Nyilaskeresztes Párt      |                                  |
| Tárca nélküli (a termelés folyamatos vezetésével megbízott) miniszter                                 |                   |                   |                           |                                  |
| Hellebronth Vilmos                                                                                    | 1944. október 15. | 1945. március 28. | pártonkívüli              |                                  |
| A nemzetvezető munkatörzsének országos munkarendvezetője és a személye körüli tárca nélküli miniszter |                   |                   |                           |                                  |
| Henney Árpád                                                                                          | 1945. január 4.   | 1945. március 28. | Nyilaskeresztes Párt      |                                  |